# Tonehammer
Tonehammer er en amerikansk producent af samplebiblioteker til virtuelle instrumenter, grundlagt af danske Troels Folmann og Mike Peasley i november 2008. Deres produkter figurerer i musikken til en lang række film, computerspil og trailers.
Tonehammers primære konkurrenceparameter er deep sampling, hvilket betyder et højt antal repetitioner (round-robins) og mange niveauer af anslagskraft (velocity layers). Desuden producerer selskabet primært samples baseret på instrumenter der enten sjældent, eller aldrig før, er blevet sampled. Heriblandt flere instrumenter de selv har skabt og designet. Eksempler herpå er deres "frendo" og "cylindrum". Blandt mere traditionelle biblioteker har Tonehammer procueret biblioteker med trommer og kor.